# Precious Memories
| Совокупная оценка    | Совокупная оценка |
| Источник             | Оценка            |
| -------------------- | ----------------- |
| Metacritic           | (71/100)          |
| Оценки критиков      |                   |
| Источник             | Оценка            |
| About.com            | [ 2 ]             |
| Allmusic             | [ 3 ]             |
| Billboard            | (favorable)       |
| E! Online            | C                 |
| Entertainment Weekly | B+                |
| No Depression        | (favorable)       |
| Rolling Stone        | [ 6 ]             |
| Stylus Magazine      | B+                |

Precious Memories — тринадцатый студийный альбом и первый госпел-альбом американского кантри-певца Алана Джексона, вышедший 28 февраля 2006 года на лейбле Arista Nashville. Продюсером был Keith Stegall. Этот проект начался в студии звукозаписи Rukkus Room, когда Алан Джексон записал песню для похорон своего тестя. В отличие от его предыдущих альбомов, это побочный проект, состоящий из традиционных песен в стиле госпел. Диск Джексона возглавил кантри-чарт Top Country Albums. Хотя с альбома не было выпущено ни одного сингла, Precious Memories получил платиновый сертификат Американской ассоциации звукозаписывающих компаний (RIAA).
Второй том, Precious Memories Volume II, был выпущен 26 марта 2013 года.

## Об альбоме
Альбом получил положительные и умеренные отзывы музыкальных критиков и интернет-изданий.

## Коммерческий успех
Precious Memories дебютировал на 4-м месте в американском хит-параде Billboard 200 и на первом месте в чарте Top Country Albums, став его восьмым кантри-чарттоппером . В августе 2006 года альбом получил платиновую сертификацию RIAA. К ноябрю 2017 года тираж составил It has sold 389 тыс. копий в США.

## Награды
В 2007 году альбом выиграл награду Dove Award ассоциации христианской музыки Gospel Music Association в категории Country Album of the Year на церемонии 38th GMA Dove Awards.
| Год  | Организация          | Награда                   | Результат | Ссылка |
| ---- | -------------------- | ------------------------- | --------- | ------ |
| 2020 | 38th GMA Dove Awards | Country Album of the Year | Победа    | [ 9 ]  |

## Список композиций
1. «Blessed Assurance» — 1:56 (Phoebe P. Knapp, Fanny J. Crosby)
2. «Softly and Tenderly» — 3:17 (Will L. Thompson)
3. «I Love to Tell the Story» — 2:53 (William G. Fischer, Katherine Hankey)
4. «When We All Get to Heaven» (Eliza E. Hewitt) — 1:44
5. «'Tis So Sweet to Trust in Jesus» (Louisa M. R. Stead) — 1:52
6. «In the Garden» (Charles Austin Miles) — 2:54
7. «Are You Washed in the Blood?» (Elisha Hoffman)- 1:15
8. «I'll Fly Away» (Albert E. Brumley) — 2:13
9. «What a Friend We Have in Jesus» (Charles Converse, Joseph Scriven) — 2:16
10. «Standing on the Promises» (Russell Kelso Carter)- 1:35
11. «Turn Your Eyes Upon Jesus» (Helen H. Lemmel) — 3:47
12. «Leaning on the Everlasting Arms» (Anthony J. Showalter, Elisha A. Hoffman)- 1:34
13. «The Old Rugged Cross» (George Bennard) — 3:06
14. «How Great Thou Art» (Stuart Hine) — 3:32
15. «I Want to Stroll Over Heaven with You» (Dale Dodson) — 3:06

## Позиции в чартах
| Чарт (2006)                        | Высшая позиция |
| ---------------------------------- | -------------- |
| США (Billboard 200)                | 4              |
| США (Billboard Christian Albums)   | 1              |
| США (Billboard Top Country Albums) | 1              |

| Чарт (2006)                        | Позиция |
| ---------------------------------- | ------- |
| США Billboard 200                  | 45      |
| США Christian Albums (Billboard)   | 1       |
| США Top Country Albums (Billboard) | 13      |

| Чарт (2007)                        | Позиция |
| ---------------------------------- | ------- |
| США Billboard 200                  | 123     |
| США Christian Albums (Billboard)   | 2       |
| США Top Country Albums (Billboard) | 22      |

| Регион | Ассоциация | Сертификации | Продажи |
| ------ | ---------- | ------------ | ------- |
| США    | RIAA       | Платиновая   | 389,600 |